# Вальтерт, Симона
Симона Вальтерт (нем. Simona Waltert; род. 13 декабря 2000, Кур) — швейцарская профессиональная теннисистка. Победительница одного турнира WTA и трёх турниров WTA 125 в парном разряде; победительница одиннадцати турниров ITF (из них семь — в одиночном разряде); победительница Кубка Билли Джин Кинг (2022) в составе сборной Швейцарии.
С 2022 года Вальтерт представляет Швейцарию на Кубке Билли Джин Кинг, где её рекорд W/L: 0—4.
Полуфиналистка двух юниорских турниров Большого шлема: в одиночном разряде (Уимблдон-2017) и в парном разряде (Открытый чемпионат Австралии-2018); бывшая 9-я ракетка мира в юниорском рейтинге ITF (2018).

## Биография
Симона Вальтерт родилась 13 декабря 2000 года в немецкоязычном городе Кур, в кантоне Граубюнден, в Швейцарии.

## Спортивная карьера
В 2018—2024 годах стала победительницей семи турниров ITF в одиночном разряде.
И в 2019—2022 годах стала победительницей ещё четырёх турниров ITF в парном разряде.

### 2021
В середине июля 2021 года стала победительницей грунтового турнира WTA 250 Открытый чемпионат Швейцарии среди женщин в Лозанне (Швейцария) в парном разряде вместе с соотечественницей Сузан Бандекки, где в финале они победили Валентину Грамматикопулу и Ульрикке Эйкери со счётом 6-3, 6-7(3), [10:5].
На этом же турнире в одиночном разряде она в первом круге проиграла опытной казашке Зарине Дияс со счётом 4-6, 4-6.

### 2023
В мае 2023 года отобралась через квалификацию и впервые участвовала в основной сетке одиночного разряда Открытого чемпионата Франции, где она в первом круге победила американку Элизабету Мандлик со счётом 6-1, 4-6, 6-2, но во втором круге проиграла итальянке Элизабетте Коччаретто со счётом 2-6, 3-6.
В начале июля 2023 года отобралась через квалификацию и участвовала в основной сетке одиночного разряда Уимблдонского турнира, где она в первом круге проиграла чешке Марие Боузковой со счётом 1-6, 4-6.

### 2025
В середине июня 2025 года стала победильницей парного турнира категории WTA 125 Ilkley Trophy в Илкли (Англия), где она вместе с нидерландкой Изабель Хаверлаг в финале победила пару Виталия Дьяченко и Эден Сильва со счётом 6-1, 6-1.

## Рейтинг на конец года
| Год  | Одиночный рейтинг | Парный рейтинг |
| 2023 | 166               | 397            |
| 2022 | 120               | 399            |
| 2021 | 217               | 209            |
| 2020 | 297               | 399            |
| 2019 | 295               | 438            |
| 2018 | 552               | 1005           |
| 2017 | 571               | 819            |
| 2016 | 1187              | 1143           |